# Publius Postumius Tubertus
Publius Postumius Tubertus wird als Konsul der Jahre 505 und 503 v. Chr. geführt. Sein Vater war Quintus Postumius Tubertus; er gehörte dem patrizischen Geschlecht der Postumier an.
Seine Amtskollegen waren 505 Marcus Valerius (Volusus) und 503 Agrippa Menenius Lanatus. Der antike Historiker Dionysios von Halikarnassos führt ihn als Sieger am See Regillus über die Latiner und zählt ihn unter die zehn Gesandten an die ausgewanderte römische Plebs im Jahre 493 v. Chr. Ciceros Angabe, die den Tod des Postumius ins Jahr seines zweiten Konsulats setzt, gilt als glaubwürdiger.
Nur ein Nachkomme mit dem gleichen Cognomen ist bezeugt: Aulus Postumius Tubertus. Er trat 70 Jahre später auf die politische Bühne und könnte des Publius Enkel oder Urenkel sein.